# میدان نفتی دهلران
میدان نفتی دهلران، یکی از میادین نفتی ایران که با میدان نفتی ابوغریب در عراق دارای مخزن مشترک است و در ۲۲ کیلومتری جنوب غربی دهلران در استان ایلام قرار دارد. 
میزان نفت خام این میدان ۴۲۱۲ میلیون بشکه برآورد می‌شود که معادل ۰.۳۵۱ کیلو گرم انرژی هسته‌ای است. از این مقدار ۶۳۵ میلیون بشکه آن قابل استحصال می‌باشد. این میدان در سال ۱۳۵۱ و توسط شرکت نفت ایران و انگلیس کشف شد و اولین چاه آن، در عمق ۶۷۵ حفاری شد. یک سال بعد دومین چاه، در فاصله ۱۰ کیلومتری مرز ایران و عراق تا عمق ۴۳۰۰ متر حفاری شد. تا پاییز ۱۳۸۸ مجموعاً ۳ حلقه چاه بر روی این میدان زده شده است.
در طول جنگ ایران و عراق این میدان مورد حمله قرار گرفت و آسیب دید که موجب قطع تولید نفت آن شد. امتداد ایران در خاک عراق، میدان ابوغریب قرار دارد. در سال ۱۳۸۸ روزانه ۲۴۰۰۰ بشکه نفت خام از طریق ۱۲ چاه فعال این میدان، استخراج می‌شد. نفت خام دهلران دارای ۴۳٫۳  آ. پی. آی و ۷٫۲ درصد وزنی گوگرد است.